# Jens Johansson
Jens Johansson (Estocolmo, 2 de novembro de 1963) é um tecladista e pianista sueco da banda finlandesa de power metal Stratovarius. Ele é tido como um dos fundadores do shred entre os tecladistas do gênero neoclássico, graças aos seus duetos com Yngwie Malmsteen e posteriormente com Timo Tolkki, na banda Stratovarius. Ele é irmão do baterista Anders Johansson.
Em 1994 Jens Johansson fez um teste para a vaga de tecladista no Dream Theater, que procurava um substituto para Kevin Moore, que havia deixado a banda após o álbum Awake. Entretanto, devido aos vários adiamentos da decisão por parte do Dream Theater, ele acabou se juntando ao Stratovarius em 1995, enquanto que o grupo norte-americano ficou com o tecladista Derek Sherinian.
Ele é também um aficcionado por computação, tendo começado a programar num Atari ST (que ele ainda possui). Ele já escreveu programas em linguagem C e fez seu próprio website em linguagem Perl.

## Discografia
| Título                                                                 | Gravadora            | Ano  |
| Silver Mountain: Shakin' Brains                                        |                      | 1983 |
| Yngwie Malmsteen: Rising Force                                         | Polydor              | 1984 |
| Yngwie Malmsteen: Marching Out                                         | Polydor              | 1985 |
| Yngwie Malmsteen: Trilogy                                              | Polydor              | 1986 |
| Erik Borelius: Fantasy                                                 |                      | 1988 |
| Yngwie Malmsteen: Odyssey                                              | Polydor              | 1988 |
| Yngwie Malmsteen: Trial By Fire                                        | Polydor              | 1989 |
| Dio: Lock Up the Wolves                                                | Warner Bros. Records | 1990 |
| Deadline: Dissident                                                    |                      | 1991 |
| Stephen Ross: Midnight Drive                                           | Shrapnel Records     | 1991 |
| Anders Johansson: Shu-Tka                                              |                      | 1992 |
| Ginger Baker: Unseen Rain                                              |                      | 1992 |
| RAF: Ode To A Tractor                                                  |                      | 1992 |
| Shining Path: No Other World                                           |                      | 1992 |
| Jonas Hellborg Group: E                                                |                      | 1993 |
| Snake Charmer: Smoke And Mirrors                                       |                      | 1993 |
| Dave Nerge's Bulldog: The Return Of Mr. Nasty                          |                      | 1994 |
| Robert Blennerhed: Seven                                               |                      | 1994 |
| Smoke On The Water - A Tribute                                         |                      | 1994 |
| Tony MacAlpine: Premonition                                            |                      | 1994 |
| Anders Johansson, Jens Johansson and Allan Holdsworth: Heavy Machinery |                      | 1996 |
| Yngwie Malmsteen: Inspiration                                          |                      | 1996 |
| Anders Johansson: Red Shift                                            |                      | 1997 |
| The Johansson Brothers: Sonic Winter                                   |                      | 1997 |
| Itä-Saksa: Let's Kompromise                                            |                      | 1998 |
| Snake Charmer: Backyard Boogaloo                                       |                      | 1998 |
| Mastermind: Excelsior                                                  | InsideOut Records    | 1998 |
| Jens Johansson: Fission                                                |                      | 1998 |
| Benny Jansson: Flume Ride                                              |                      | 1999 |
| The Johansson Brothers: The Last Viking                                |                      | 1999 |
| Mastermind: Angels Of The Apocalypse                                   | InsideOut Records    | 2000 |
| Einstein: Einstein Too                                                 |                      | 2001 |
| La Leyenda Continua - Tributo A Rata Blanca                            |                      | 2001 |
| Silver Mountain: Breakin' Chains                                       |                      | 2001 |
| Andy West With Rama: Rama 1                                            | Magna Carta Records  | 2002 |
| Arjen Anthony Lucassen's Star One: Space Metal                         |                      | 2002 |
| Benny Jansson: Save The World                                          |                      | 2002 |
| Aina: Days Of Rising Doom                                              |                      | 2003 |
| Barilari                                                               |                      | 2003 |
| Sonata Arctica: Winterheart's Guild                                    | Spinefarm Records    | 2003 |
| Mastermind: To The World Beyond                                        | Black Listed Records | 2004 |
| Spastic Ink: Ink Compatible                                            |                      | 2004 |
| Kamelot: The Black Halo                                                | Steamhammer Records  | 2005 |
| HammerFall: No Sacrifice, No Victory                                   |                      | 2009 |
| Stratovarius: Episode                                                  | Noise Records        | 1996 |
| Stratovarius: Visions                                                  | Noise Records        | 1997 |
| Stratovarius: Destiny                                                  | Noise Records        | 1998 |
| Stratovarius: Infinite                                                 | Nuclear Blast        | 2000 |
| Stratovarius: Elements, Pt. 1                                          | Nuclear Blast        | 2003 |
| Stratovarius: Elements, Pt. 2                                          | Nuclear Blast        | 2003 |
| Stratovarius: Stratovarius                                             | Sanctuary            | 2005 |
| Stratovarius: Polaris                                                  | Edel Music           | 2009 |
| Avantasia: Angel of Babylon                                            |                      | 2010 |
| Stratovarius: Elysium                                                  | Edel Music           | 2011 |
| Stratovarius: Nemesis                                                  | Edel Music           | 2013 |
| Avalon: The Land of New Hope                                           | Frontiers Records    | 2013 |
| Stratovarius: Eternal                                                  | Edel Music           | 2015 |
| Star One: Revel in Time (solo em "The Year of '41")                    | InsideOut Music      | 2022 |